# Mortillery
Mortillery ist eine kanadische Thrash-Metal-Band aus Edmonton, die im Jahr 2008 gegründet wurde.

## Geschichte
Die Band wurde im Oktober von 2008 Schlagzeugerin Emily Smits, Gitarrist Alex Gutierrez und Bassistin Miranda Gladeau gegründet. Kurze Zeit später kam erst Sängerin Cara McCutchen, danach Gitarrist James Guiltner zur Besetzung. Dieser wurde jedoch schon kurz darauf durch Alex Scott ersetzt. Im Mai 2010 wurde Schlagzeugerin Smits durch Kevin Gaudet ersetzt. Danach veröffentlichte die Band ihre erste, selbstbetitelte EP.
Im Februar 2011 nahm die Band ihr Debütalbum Murder Death Kill auf und veröffentlichte es über Horror Pain Gore Death Productions. Im März 2012 erreichte die Band einen Vertrag bei Napalm Records, bei dem das Album dann weltweit veröffentlicht wurde. Im Juli 2012 begab sich die Band erneut ins Studio, um ein weiteres Album aufzunehmen. Das zweite Album trägt den Titel Origin Of Extinction und erschien in Europa am 1. März 2013.

## Stil
Die Band spielt klassischen Thrash Metal, der sich an dem aus den 1980er-Jahren orientiert. Die Musik kann teilweise mit der von Nuclear Assault verglichen werden.

## Diskografie
- Mortillery (EP, 2010, Eigenveröffentlichung)
- Murder Death Kill (Album, 2011, Horror Pain Gore Death Productions)
- Origin Of Extinction (Album, 2013, Napalm Records)
- Shapeshifter (Album, 2016, Napalm Records)